# 村上総合病院

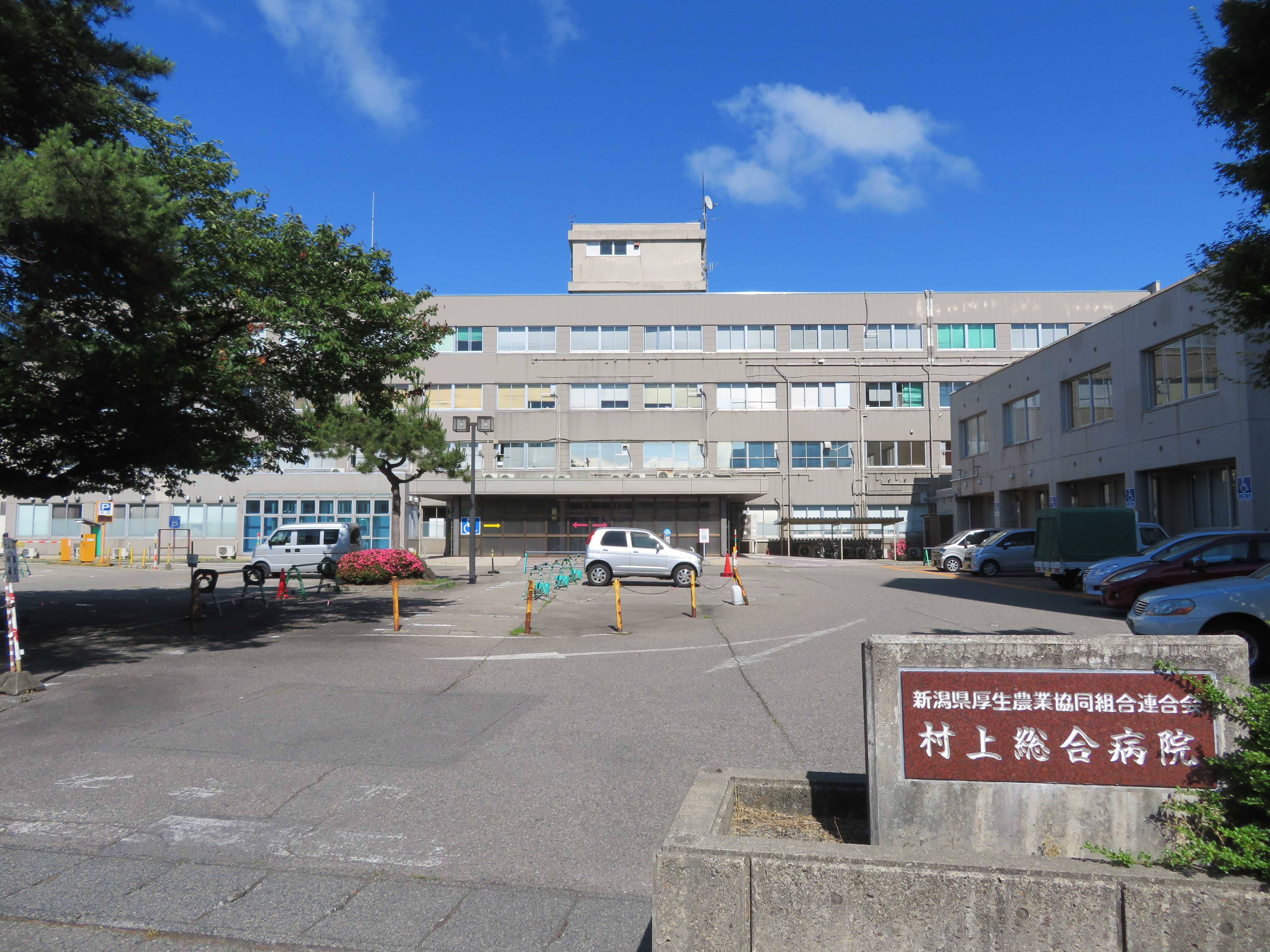
移転前の村上総合病院（2020年6月）

村上総合病院（むらかみそうごうびょういん）は、新潟県村上市にある医療機関。新潟県厚生農業協同組合連合会（JA新潟厚生連）が運営している病院である。
新潟県内の新発田市以北を範囲とする下越医療圏（二次医療圏）において、新潟県立新発田病院に次いで2番目の病床数を持つ。

## 沿革

### 駅西への移転
村上市田端町の村上駅前の一等地に立地していた。しかし、老朽化・狭隘化や耐震の懸念を理由に2008年頃から移転新築の検討が始まり、道路を挟んで向かい側の第2駐車場（ジャスコ村上店跡地）、山居山、山辺里、駅西の4箇所を候補に進められ、駅西に決定した。
移転新築は当初の予定よりやや遅れ、現在の病院は2020年12月1日に開院した。
従来立地していた場所は、近隣に公共施設や商店街が集積する市街地であるうえ、村上駅や路線バスの運行拠点（新潟交通観光バス 村上営業所）に近く、市内外の各方面と公共交通で結ばれていた。しかし移転先の駅西は2007年度から2009年度にかけての土地区画整理事業によって原信を核とする「村上駅西ショッピングセンター」が開設されるなど一部開発は行われたものの、東側の市街地や公共交通のネットワークからは隔絶された地域であり、村上駅の構内や周辺を横断する手段もないためアクセスには大きく迂回が必要な状況となっている。
こうしたことから、移転に際し、病院跡地の利用や駅の東西間移動の整備などを含む駅周辺のまちづくりを計画する「村上駅周辺まちづくりプラン」が策定された。

### 旧病院の解体
田端町の旧村上総合病院の解体工事は、2022年秋に始まり、2024年度上半期に完了する予定である。約1万3千平方メートルの敷地は村上市が取得する。

## 診療科
出典
- 内科
- 消化器内科
- 内視鏡内科
- 人工透析内科
- 循環器内科
- 呼吸器内科
- 内分泌・代謝内科
- 小児科
- 外科
- 神経内科
- 脳神経外科
- 産婦人科
- 耳鼻咽喉科
- 眼科
- 整形外科
- 皮膚科
- 泌尿器科
- 歯科口腔外科
- 放射線科
- リハビリテーション科
- 救急科
- 精神科

## 医療機関指定
出典
| 保険医療機関       | 労災指定             |
| 生活保護法指定     | 結核予防法指定       |
| 養育医療指定       | 更正医療指定         |
| 原爆医療指定       | 病院群救急輪番制病院 |
| 救急告示病院       | 災害拠点病院指定     |
| へき地中核病院指定 |                      |

## 施設認定
出典
| 日本消化器病学会関連施設           | 日本消化器内視鏡学会指導施設                 |
| 日本肝臓学会関連施設               | 日本内科学会認定医制度教育関連病院           |
| 日本外科学会指定施設               | 日本消化器外科学会指定修練施設               |
| 日本外科学会外科専門医制度修練施設 | 日本がん治療認定医機構認定研修施設           |
| 日本乳癌学会関連施設               | 日本外科感染症学会外科周術期感染管理教育施設 |
| 日本静脈経腸栄養学会NST稼働施設    | 日本産科婦人科学会専門医制度専攻医指導施設   |

## 交通アクセス

### 路線バス
「村上総合病院前」停留所 - 病院正面玄関前。
- 新潟交通観光バス 村上営業所 - 塩野町車庫前線、- 道の駅関川線（下関線）、- 岩船駅前線、- 寒川線、- 高根線、- 松喜和線、- 小岩内線、- 大須戸線、- （新町経由）縄文の里朝日線、- 北中線[7]
  - 「村上駅前」停留所より6分
  - 各路線とも、村上総合病院前停留所を経由しない便もある。
- まちなか循環バス「あべっ車」 大回り[8]
  - 「村上駅前」停留所→病院前停留所 26分、病院前停留所→「村上駅前」停留所 5分
- せなみ巡回バス[9]
  - 「村上駅前」停留所→病院前停留所 25分、病院前停留所→「村上駅前」停留所 8分

### 乗合タクシー
村上市のりあいタクシーが各地区と村上総合病院間で運行されている。
- 神林地区通院対応のりあいタクシー
- 朝日地区通院対応のりあいタクシー
- 山辺里・瀬波地区通院対応のりあいタクシー

### タクシー等
村上駅より約5分、村上瀬波温泉ICより約6分。